# Georg Stiebler
Georg Wolfgang Stiebler (* 20. April 1950; † 17. September 1997 in Bosnien-Herzegowina) war ein deutscher Polizeibeamter und Wegbereiter für die Kampfkunstarten Kobudō und Jiu Jitsu in Deutschland.

## Leben
Stiebler promovierte 1980 an der Ruhr-Universität Bochum über internationale Polizei-Zusammenarbeit zum Dr. jur. Er war zuletzt Leitender Kriminaldirektor beim Landeskriminalamt Nordrhein-Westfalen. Bekannt wurde er durch seine Tätigkeit als Kampfsportler.
Er war Mitglied und von 1979 bis 1983 Landesvorsitzender der Deutschen Karate Union NRW. Außerdem war er im Jahre 1982 Gründungsmitglied und -präsident der Deutschen Jiu-Jitsu Union. Weiterhin initiierte er 1983 die Gründung des Kobudo Kwai Deutschland e. V. und war auch dessen Gründungspräsident.
Zudem war Stiebler maßgeblich an der Gründung und am Wachsen des Kampfsportvereins Bojutsu e. V. in Bochum beteiligt, wo er auch selbst trainierte. Er übte seit der Vereinsgründung 1976 bis ins Jahr 1980 die Position des ersten Vorsitzenden aus, zwischen 1980 und 1983 war er neben Klaus Neuhaus-Wever zweiter Vorsitzender. Zusätzlich bekleidete er die Position des Cheftrainers. Sein sportliches Hauptengagement im Verein galt zunächst dem Shaolin Kempo und dem Jiu Jitsu, später kam Kukishin-Ryu dazu. Für seine außerordentlichen Verdienste im Verein wurden ihm 1983 von den Vereinsmitgliedern die Ehrenmitgliedschaft und der Ehrenvorsitz verliehen.
Georg Stiebler kam bei einem Hubschrauberabsturz 1997 in Bosnien-Herzegowina ums Leben.

## Graduierungen
- 6. Dan Shōtōkan-Karate
- 7. Dan Jiu Jitsu
- 6. Dan Kobudō

## Publikationen (Auswahl)
- Die Institutionalisierung der internationalen polizeilichen Zusammenarbeit auf dem Gebiet der Verbrechensverhütung und -bekämpfung in der Internationalen Kriminalpolizeilichen Organisation INTERPOL (IKPO - INTERPOL), Diss., 1981
- Bo-Karate - Kukishin-Ryu - die Techniken des Stockkampfes (1978), 3. Auflage: Bo-Karate / Hanbo-Jitsu - Die Techniken des Stockkampfes (ISBN 978-3806804478)
- Jiu-Jitsu. Das Ausbildungs- und Prüfungsprogramm des modernen Jiu-Jitsu innerhalb der Jiu-Jitsu Union e. V. Deutschland. Teil 1 = Theorie, Einzeltechniken, Autoren: Georg Stiebler, Jochen Kohnert
- Jiu-Jitsu. Das Ausbildungs- und Prüfungsprogramm des modernen Jiu-Jitsu innerhalb der Jiu-Jitsu Union e. V. Deutschland. Teil 2, Autoren:  Georg Stiebler, Karl-Heinz Heidtmann, Jochen Kohnert, Alfred Gugel, Dieter Herrmann, Wolfgang Pohl, Klaus Wirts, Manfred Eckert, Peter Schneider
- Jiu-Jitsu. Das Ausbildungs- und Prüfungsprogramm des modernen Jiu-Jitsu innerhalb der Jiu-Jitsu Union e. V. Deutschland. Teil 3 = Goshin-jitsu no Kata, Waffen - Einzeltechniken, Waffen - Kumite, Autoren: Georg Stiebler, Jochen Kohnert (Geplant, jedoch nie veröffentlicht)
- Okinawa Kobudo (Serie, Autor: Georg Stiebler, Herausgeber: Erich Hüggenberg)